# Книга маркизы
«Кни́га марки́зы. Сборник поэзии и прозы» (нем. «Das Lesebuch der Marquise: Ein Rokokobuch von Franz Blei und Constantin Somoff», фр. «Le livre de la Marquise. Recueil de Poesie et de Prose») — антология фривольных текстов французского XVIII века, иллюстрированная эротическими рисунками русского художника Константина Сомова.
Выходила в трёх изданиях: в 1907 году на немецком языке всего с восемью иллюстрациями («Малая Маркиза»), дважды в 1918 году в расширенном объёме текстов на французском — т. н. «Средняя Маркиза» с 24 иллюстрациями, и «Большая Маркиза» с 31 иллюстрацией, причём третье издание — максимально фривольное. Является библиофильской редкостью.

## Содержание

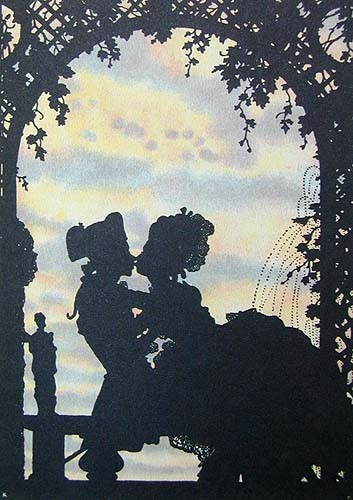

### Тексты
Книга включает фрагменты из эротических сочинений Андре Шенье, Казановы, Парни, Вольтера, Кребийона-младшего, отрывки «Опасных связей» Шодерло де Лакло. Это отрывки самых разнообразных жанров: лирические стихотворения, песни, эпиграммы, новеллы, дневниковые записи, анекдоты и пр.
Идея сборника принадлежит австрийскому эссеисту, переводчику и издателю порнографических журналов Францу Блею. Он составил хрестоматию эротической литературы «галантного века». Первое издание вышло на немецком языке в Мюнхене и имело ограниченный набор иллюстраций работы К. Сомова (см. ниже).
Когда 8 лет спустя Сомов снова вернулся к этому проекту, для второго издания он сам подбирал тексты и редактировал их перевод с русского на французский язык (как объяснял художник — «около тридцати самых забавных отрывков»). В этом втором издании «ощущается трагический надлом и жёсткая ирония». Сборник увеличился более чем вдвое: добавились отрывки произведений Вольтера, Кребийона-сына, Парни, фрагменты «Опасных связей», отдельные эпизоды «Записок» Казановы.
В третье издание были добавлены скатологические анекдоты.

### Иллюстрации

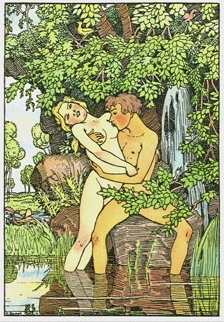
Из второго издания

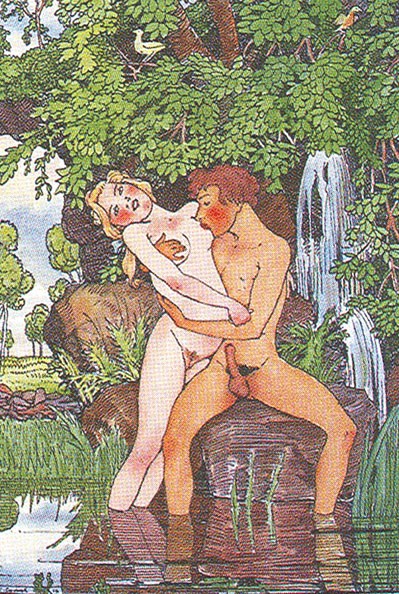
Из третьего издания

В технике офорта с раскраской акварелью. Техника различная — раскрашенные акварелью штриховые рисунки (пером, предназначенные для последующей раскраски) или чёрно-белый силуэт. Штрих и силуэт иногда дополняют друг друга.
Иллюстрации существуют и отдельно от книги. Так, Сомов вручную раскрасил 60 оттисков гравюр для коллекционера Брайкевича.
«В работе над оформлением книги К. Сомов придерживался подхода Сергея Дягилева к иллюстрированию — „искусство ради искусства“, то есть независимость творчества художника от текста книги. В отличие от фрагментов эротических текстов и стихотворений, связанных между собой лишь общей куртуазной темой, цикл иллюстраций Сомова к книге представляет собой рассказ об очередном романе прекрасной Маркизы, который имеет начало, развитие и финал».
Количество иллюстраций (листовых и виньеток) от издания к изданию увеличивалось. Повторяя изображения, Сомов в третьем издании сделал их более непристойными.
Оригиналы считались утраченными до 2000-х годов, когда папка была найдена в одной из частных коллекций Нью-Йорка. В 2008 году 122 оригинальных рисунка пером к «Большой Маркизе» были проданы за 184 300 долларов. Аукционный предпоказ в Москве прошёл в музее Бахрушина.

### Характеристика
«Книга маркизы» свидетельствовала о новом этапе в творчестве художника после «галантного» периода и о «снятии границ» эротического искусства (несколько ранее «взломанных» рисунками Бёрдсли), а также показала тонкость вкуса и талант мастера, оберегающих его от порнографии.
Эрих Голлербах писал о ней: «Здесь, как в некоем фокусе, сосредоточился и утончённый ретроспективизм и модный эротизм эстетического мировосприятия, отразился мечтательный культ XVIII века, с его очаровательным бесстыдством, фривольностью и напряжённой чувственностью. В смысле художественной идеологии в этой книге нет никакого движения вперёд, никакого искания, но она бесспорно замечательна сама по себе, „как вещь“. Вся проникнутая духом „мелочей прекрасных и воздушных, любви ночей, то нежащих, то душных“, она строго выдержана в одном графическом стиле, в единой изобразительной гармонии. В графическом творчестве Сомова эта книга является высшим достижением. В истории русских иллюстрированных изданий она, по праву, может занять одно из первых мест».
Историк русской графики А. Сидоров писал о «Большой Маркизе», что в ней «художник позволил себе как будто всё, от чего воздерживалось русское искусство», однако в своей книге о русской графике репродукции дать не рискнул. «В области эротики „Книга маркизы“ Константина Сомова была таким же прорывом, как многократно разруганный и осуждённый „Любовник леди Чаттерлей“ Дэвида Герберта Лоуренса».

### История

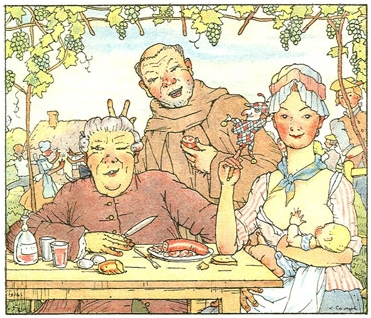

Второе, «русское» издание вышло летом — осенью 1918 года в Петрограде в уже национализированном издательстве «Голике и Вильборг», о чём Сомов писал в своём дневнике: «Голике реквизирован, но „Le Livre“ выйдет без задержки». Сомов долго готовил эту книгу. Сначала переговоры об издании велись с Владимиром Юльевичем Грюнбергом: он предлагал не менее 5 тысяч на частное издание в количестве 25 экземпляров ещё в 1915 году. Однако в итоге Сомов напечатал книгу у Голике. Технической стороной дела руководил Бруно Георгиевич Скамони (сын Георгия Скамони (1835—1907) — изобретателя одного из способов гелиографии и фотоцинкографского способа изготовления миниатюрных изданий).

## Издания

### Первое издание
«Малая Маркиза». Издание вышло в Германии в 1907 году (Мюнхен, издательство Вебера; Im Hyperionverlag zu Berlin) на немецком языке. Имело всего три раскрашенных рисунка. По другим данным, имело шесть иллюстраций и шесть виньеток — остальные, хотя уже были созданы, не были пропущены немецкой цензурой.  
Иллюстрации первого издания вызвали неоднозначные отзывы: Сомов «даёт диковинный синтез чисто линейного, безукоризненно прозрачного узора с тонким цветным слоем акварели или гуаши», однако «с книгою как с печатным организмом рисунок Сомова связан несколько случайно», «сомовскую рамку можно повторить на разно набранных страницах или на почтовой бумаге». Кроме того, немецкое издание было некачественно изготовлено: цветная репродукция оказалась неудовлетворительной, неоднократно повторялись одни и те же виньетки — всё это, естественно, не могло устроить художника.
Тираж книги — 850 экземпляров, 50 из которых напечатаны на японской бумаге и пронумерованы. В период с 1908 по 1923 год эта так называемая «малая» «Книга маркизы» выдержала шесть переизданий.
Иллюстрации:
- Восемь иллюстраций: фронтиспис «Похвала любви» и семь листовых иллюстраций: «Прогулка», «Туалет», «Бал-маскарад», «Поцелуй», «Настойчивый влюблённый», «Альков», «Фейерверк». Раскрашены картинки: «Прогулка», «Поцелуй», «Альков».

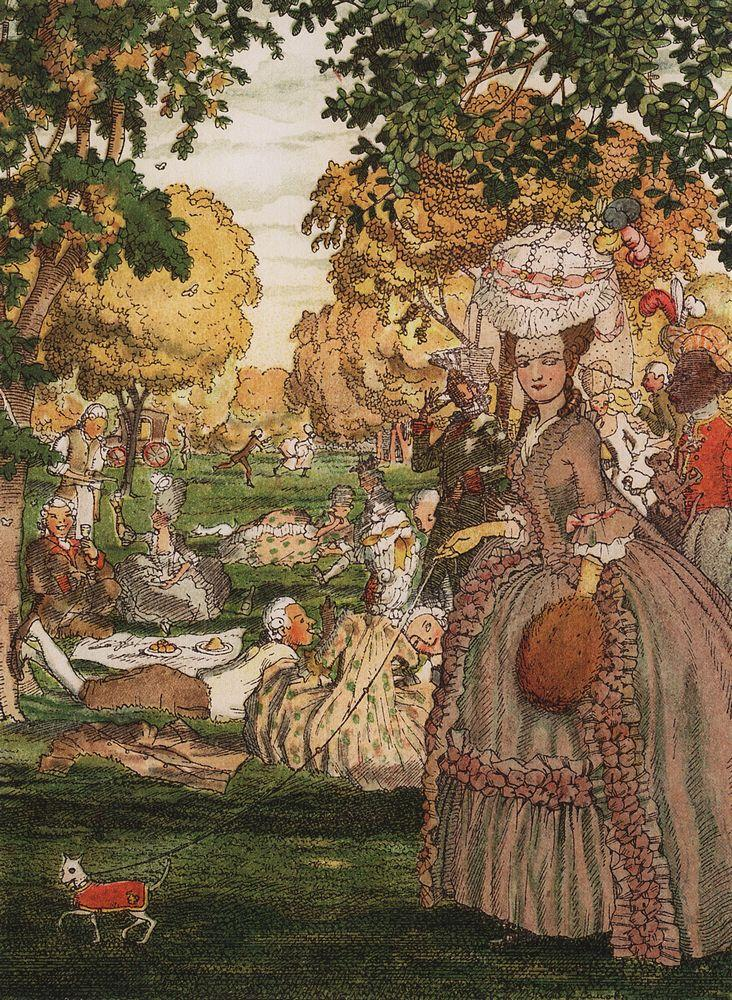
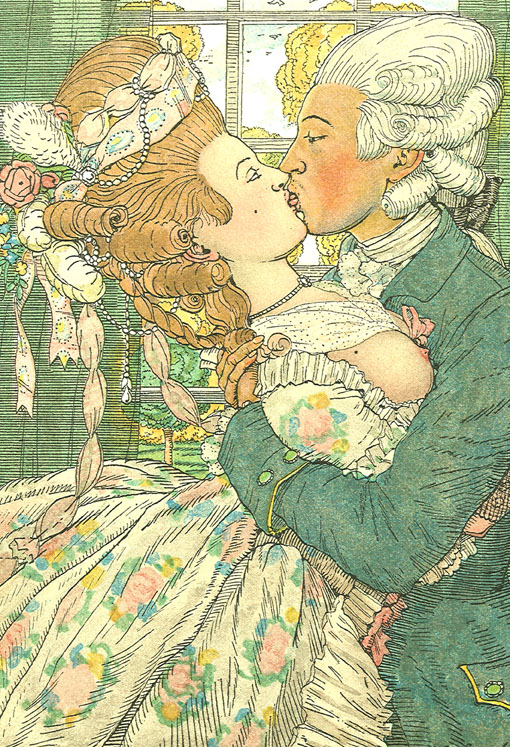
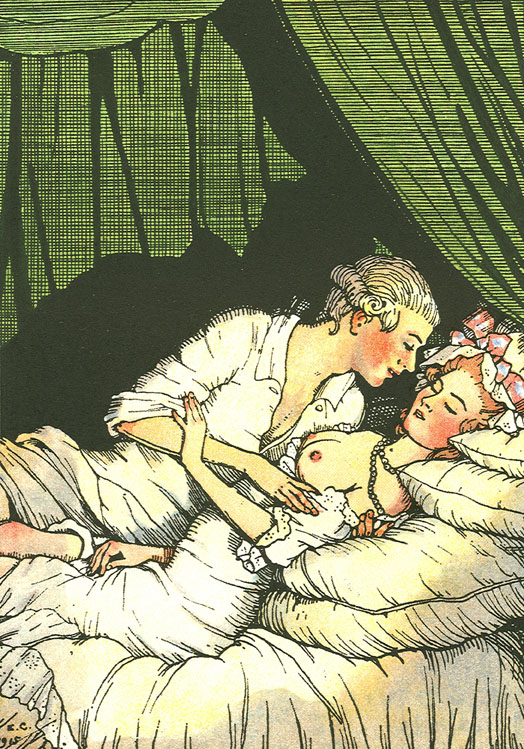
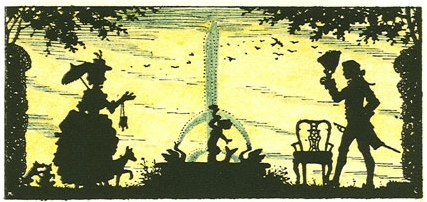

Переиздание: Мюнхен, типография Spamerschen в Лейпциге. 1923 год. 144 страницы, фронтиспис, семь листов иллюстраций по рисункам Сомова (три цветных), не включённые в пагинацию
Вошедшие тексты:
- «Похождения» и «Продавщица цветов» Ж.-Ф. Кальявы д`Эстанду
- «Соловей» И.-Х. Роста
- «Шёлковые туфли» Вольтера
- «Одна ночь и не больше» Д. Виван-Денона
- «Доктор Фауст» А. Гамильтона
- «Соблазнение» А. Ле Риш де Ла Пуплиньера
- «Молодой петушок и пожилая дама» Л. А. Бефруа де Реньи
- «Будуар» В.-Ж. Этьена
- «Маленькое изящное извинение», «Старое привидение», «Маленькая девственница», «Деймон», «Дама с трудным характером», «Аббат де Пупонвиль» (автор не установлен).

### Второе издание

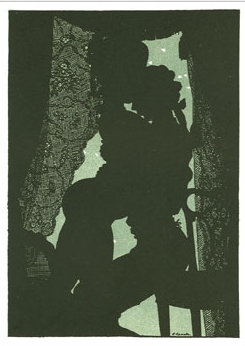

Так называемая «Средняя Маркиза»: издание вышло в Петербурге в 1918 году (издательство и типография «Товарищество Р. Голике и А. Вильборг» / R. Golike et A. Wilborg) на французском языке. Снабжено титулом (отпечатан в две краски) и фронтисписом. В книге 24 чёрно-белых и раскрашенных иллюстраций, 204 страницы. Тираж 800 экземпляров. Формат 24,5 × 19,5 см.
Известны три основных варианта этого издания: 1) на обычной бумаге, в издательском шёлковом переплёте; 2) на бумаге верже ручной отливки, в мягкой обложке; 3) на голландской бумаге высшего качества с литым краем, в издательском шёлковом переплёте, в картонном футляре.
Наибольшую ценность в книге представляют сомовские иллюстрации — 22 вне текста, включая иллюстрации на фронтисписе («Клятва в вечной любви», «Hommage a l’Amour») и шмуцтитуле («Маркиза», «La marquise»), и 109 в тексте, включая разнообразные декоративные элементы (буквицы, заставки, концовки). Все эти элементы, одноцветные и многоцветные, существуют в издании наравне с текстом, выполнены в разных техниках (тушь, акварель) и воспроизведены при помощи фотомеханических способов печатания.
От коллекционеров поступали на ручную раскраску иллюстраций. Известно, что Константин Сомов вручную раскрасил 60 экземпляров "Книги Маркизы".

### Третье издание
Так называемая Большая книга маркизы (или Большая Маркиза, или Открытая Маркиза) вышла, если верить титульному листу, в Венеции в 1918 году (издательство Chez Cazzo et Coglioni). На самом деле книга напечатана в Петрограде полгода спустя после второго издания в том же издательстве «Голике и Вильборг», что, однако, скрывалось из соображений конспирации. Город «Венеция» был выбран по аналогии с прозвищем Петербурга — «Северная Венеция». Имена «издателей» также пародийно мистифицированы: cazzo и coglioni — итальянские обсценные слова, означающие половой член и яички.
В новое издание были добавлены наиболее смелые, шокирующие рисунки, причём скандальные из-за оттенка гомосексуальности, ранее в творчестве Сомова не проявлявшегося. Многие из них — «смелые» варианты иллюстраций из предыдущего издания.
Книга содержит 252 страницы, два листа фронтисписов, 31 цветную и чёрно-белую иллюстрацию. В иллюстрированной двухцветной издательской обложке и суперобложке. Было напечатано около 50 экземпляров, является крайней библиографической редкостью.
Экземпляры из «особенной» части тиража сразу вызвали огромный интерес у библиофилов. Сохранилось письмо Сомова к профессору Московского университета, коллекционеру А.П.Ланговому, в котором художник пишет: «Многоуважаемый Алексей Петрович, сделаю всё возможное от меня, чтобы и у Вас был особенный экземпляр издающейся моей книги у Голике. Прошу Вас только, если возможно, держать это моё обещание в секрете от наших общих знакомых. Мне было бы невозможно, если бы явились ещё желающие приобрести такие экземпляры, их удовлетворить ввиду небольшого количества этого издания».